# Е-6 № 3
Е-6 № 3 — советская автоматическая межпланетная станция серии «Е-6» для изучения Луны и космического пространства. Была второй из запущенных однотипных АМС серии «Е-6» (и второй в партии из трёх изготовленных АМС этой серии). Полётное задание предполагало мягкую посадку на поверхность Луны.
Масса АМС составляла 1422 кг. В составе АМС находились магнитометр (разработка ИЗМИР АН СССР), сейсмограф (разработка ИФЗ АН СССР), счётчик космических излучений, телевизионная камера.
3 февраля 1963 года в 09:29:14 UTC (12:29:14 МСК) со стартовой площадки № 1 космодрома Байконур осуществлён пуск ракеты-носителя «Молния», которая должна была вывести АМС на траекторию полёта к Луне. Из-за аварии ракеты-носителя (отказ гироскопической системы ориентации 3-й ступени) запуск станции закончился неудачей — АМС с разгонным блоком не вышли на промежуточную околоземную орбиту и сгорели в плотных слоях атмосферы в районе Гавайских островов.